# Птолемей Рід
Птолемей Александер Рід (8 травня 1912 — 2 вересня 2003) — гаянський ветеринар і політик, прем'єр-міністр країни з 1980 до 1984 року.

## Життєпис
Вивчав ветеринарну медицину в університеті Таскігі (Алабама), проте не зміг знайти роботу на батьківщині, тому виїхав до Англії, де вступив до Королівського коледжу ветеринарної хірургії.
Повернувся до Гаяни 1958 року. 1960 вступив до лав Народного національного конгресу. Очолював уряд на початку 1980-их років.